# Хачатрян, Ромик Акопович
Ро́мик Ако́пович Хачатря́н (арм. Ռոմիկ Հակոբի Խաչատրյան; род. 23 августа 1978, Ереван) — армянский футболист, полузащитник. Выступал в национальной сборной Армении.

## Клубная карьера
Футболом начал увлекаться с 7 лет. Карьера началась в эчмиадзинском «СКА-Араи». 16-летний игрок провёл за клуб 11 матчей и смог забить 2 мяча в сезоне 1994 года. Данный сезон неудачно сложился для самого клуба, так как занятое 14-е место по итогам чемпионата отправляло команду в первую лигу. Хачатрян перешёл в АОСС. В клубе, сменившим затем название на «Пюник», отыграл по сезону неофициальному и официальному соответственно. Перейдя в 1996 году в ереванский ЦСКА, задержался в клубе недолго. Сезон для клуба изначально не заладился. Первый круг команда закончила с одной победой и 10 поражениями. Более того, после первого матча во втором круге клуб снялся с первенства и расформировался. Сам Хачатрян сыграл всего в трёх матчах и вернулся в «Пюник». Успешное выступление за клуб предоставило возможность сыграть в составе национальной команды. По окончании чемпионата 1998 года состоялся переход в ереванский «Аракс». Через полтора сезона переехал в чемпионат Кипра.

## Карьера в сборной
В составе национальной сборной сыграл в 54-х матчах. Дебют состоялся 30 марта 1997 года в Тбилиси, где в товарищеской игре встретились сборные Армении и Грузии. В этом матче Хачатрян вышел на замену, заменив Артура Петросяна на 60-й минуте матча. Армянская команда потерпела разгромное поражение 0:7. На своём счету имеет один забитый матч, забитый в ворота сборной Андорры.

### Статистика игр в сборной
| Год   | Игры | Голы |
| ----- | ---- | ---- |
| 1997  | 1    | 0    |
| 1998  | 0    | 0    |
| 1999  | 4    | 0    |
| 2000  | 9    | 0    |
| 2001  | 6    | 0    |
| 2002  | 2    | 0    |
| 2003  | 6    | 0    |
| 2004  | 7    | 0    |
| 2005  | 8    | 1    |
| 2006  | 2    | 0    |
| 2007  | 6    | 0    |
| 2008  | 3    | 0    |
| Всего | 54   | 1    |

## Достижения
«Киликия»
- Чемпион Армении: 1995/1996, 1996/97
- Обладатель Кубка Армении: 1995/96
- Финалист Кубка Армении: 1996/97
- Обладатель Суперкубка Армении: 1997

«Спартак» (Ереван)
- Бронзовый призёр чемпионата Армении: 1999
- Обладатель Кубка Армении: 1999
- Финалист Суперкубка Армении: 1999

«Олимпиакос» (Никосия)
- Серебряный призёр чемпионата Кипра: 2000/01

АПОЭЛ
- Обладатель Суперкубка Кипра: 2002

«Анортосис»
- Обладатель Кубка Кипра: 2006/07

«Бананц»
- Финалист Кубка Армении: 2008

## Личная жизнь
Родители — Акоп и Манушак. Женат, имеет детей — близнецы Эрик и Элен.